# Литература Гватемалы
Литература Гватемалы — это составная часть латиноамериканской литературы, написанная гватемальскими авторами на языках коренных народов страны или на испанском. Хотя литература существовала в Гватемале и в доколониальную эпоху у цивилизации майя, но все существующие сегодня тексты были написаны после прибытия европейцев.

## Литература на языках майя
Из древних литературных памятников доколумбовых цивилизаций Мезоамерики, в частности майя-киче, населявших территорию современной Гватемалы, сохранились народный эпос «Пополь Вух» (записан латиницей около 1554—1558, русский перевод 1959), «Анналы Какчикелей» (известны по записи XVII века, русский перевод 2009), «Родословная владык Тотоникапана» (русский перевод 1959) и драма-балет «Рабиналь-Ачи» (записана в 1850). Все они созданы на языке киче.
«Пополь Вух» — самое значительное произведение гватемальской литературы на языке киче и одно из самых важных произведений доколумбовой Америки. Это сборник историй и легенд майя, призванный сохранить их традиции. Первая известная версия этого текста датируется серединой XVI века и написана на языке киче, транскрибированном латинскими буквами. Его перевёл на испанский язык доминиканский священник Франсиско Хименес в начале XVIII века. Из-за сочетания исторических, мифологических и религиозных элементов ее назвали Библией майя. Это жизненно важный документ для понимания культуры Мезоамерики.
«Рабиналь-Ачи» — драматическое произведение, сочетающее танец с текстом и сохранившееся в первоначальном виде. Считается, что этот «балет» датируется XV веком и повествует о мифическом и династическом происхождении народа кекчи. Записанное в середине XIX веке французским учёным Шарлем-Этьеном Брассером де Бурбуром произведение не ни одного упоминания об испанцах и христианстве, что свидетельствует о его древности.
Пьеса представляет собой диалог двух героев. История рассказывает, как принц Кече-ачи сражается с соседями, в итоге попадает в плен и предстает перед старым правителем Рабиналя Хобтохом, который возвращает его своему народу, чтобы он попрощался и потанцевал со своей принцессой в последний раз. «Рабиналь-Ачи» исполняется во время фестиваля Рабиналь 25 января, в день Святого Павла. В 2005 году ЮНЕСКО объявило его шедевром устной традиции человечества.
Некоторые сведения о древней литературе содержат хроники конкисты. А сам период испанского завоевания отражён, в частности, в «Правдивой истории завоевания Новой Испании» Берналя Диаса дель Кастильо (написана в 1545—1568, принадлежит также мексиканской литературе).

## Колониальный период: XVI—XIX века
В XVI веке появились первые писатели Гватемалы, писавшие на испанском языке, на котором с тех пор главным образом и развивается гватемальская литература. Среди основных авторов этой эпохи — католическая монашка Хуана де Мальдонадо-и-Пас (Хуана де ла Консепсьон), считающаяся первой поэтессой-драматургом колониальной Центральной Америки, и историк Франсиско Антонио де Фуэнтес-и-Гусман (праправнук Диаса дель Кастильо).
Иезуит Рафаэль Ландивар (1731—1793) считается первым великим гватемальским поэтом. Он был вынужден покинуть страну из-за изгнания его ордена из испанских владений королём Карлом III. Ландивар отправился в Мексику, а затем в Италию, где и умер. В его поэме «Мексиканская сельская жизнь» (Rusticatio Mexicana, 1781) описываются и воспеваются природа Гватемалы и быт её жителей. Автор писал её, как и стихи, восхваляющие епископа Фигередо-и-Викторию, на латыни.
В это время были разработаны традиционные поэтические формы для пения. К ним относится вильянсико, исполняемый накануне главных религиозных праздников. Это были единственные литургические случаи, когда разрешалось петь на местных языках (всё остальное проводолись исключительно на латыни). Среди авторов стихов, которые также положили свои произведения на музыку, — Мануэль Хосе де Кирос (ок. 1765—1790), Педро Ноласко Эстрада Аристондо, Педро Антонио Рохас и Рафаэль Антонио Кастельянос (ок. 1725—1791).
В XVIII веке гватемальская литература находилась под влиянием французского неоклассицизма, что видно из педагогических и философских работ таких авторов, как Рафаэль Гарсиа Гойена и Матиас де Кордова. Поэт-басенник, автор лирической и сатирической поэзии Симон Берганьо-и-Вильегас (1781—1828) за своё творчество в 1808 году подвергся преследованиям церковных властей и покинул Гватемалу.

## Литература после обретения независимости: XIX век
Становление местной национальной литературы связано с Войной за независимость испанских колоний в Америке 1810—1826 годов. Эти земли получили независимость от Испании в 1821 году в стремлении установить политические и торговые отношения с другими странами. Литература этого периода отмечена политической борьбой, проявлявшейся в жанрах эссе и трактатов. В эту же эпоху в Гватемале зародилась и местная журналистика с такими фигурами, как философ и сатирик Антонио Хосе де Ирисарри (1786—1868), считающийся одним из отцов также и журналистики Чили.
В XIX веке гватемальская литература начала развиваться независимо от испанской, хотя продолжала испытывать европейские влияния. Помимо X. А. де Ирисарри, основы национальной литературы заложили в период борьбы за независимость поэтесса Мария Хосефа Гарсиа Гранадос (1796—1848) и Хосе Батрес Монтуфар (1809—1844), написавшие в соавторстве слывшую в то время скандальной «Проповедь для Хосе Марии Кастильи», произведение, которое в то время было скандальным.

«Пепе Батрес» Монтуфар, известный поэтическим сборником «Гвательмальские традиции» (1843—1844), был крупнейшим в Гватемале представителем романтизма, господствовавшего здесь вплоть до 1870—80‑х годов. В том же русле формировалось и творчество поэтов братьев Хуана (1813—1866) и Мануэля (1821—1861) Диегес Олаверри, Доминго Эстрады (1850—1901) и других.
В прозе второй половине XIX века же ведущее место занял костумбризм и большие литературные формы, особенно благодаря Хосе Милья-и-Видаурре (1822—1882), считающемуся отцом гватемальского романа. Некоторые из своих работ он подписывал псевдонимом «Саломе Хиль», анаграммой своего имени. Основные работы Милья включают преимущественно исторические романы «Дочь аделантадо» (1866), «Назареяне» (1867), «Посетитель» (1867), «Книга без названия», а также сборник нраво- и бытоописательных очерков «Картины нравов» (1865). Изображая народный быт в его неповторимом своеобразии, писатели-костумбристы нередко обращались к социальной проблематике, как Франсиско Лаинфьеста (1837—1912; антиклерикальная повесть «С птичьего полёта», 1879),
В 1871 году в стране после господства консерваторов победил либеральный переворот (на стороне проигравших был племянник свергнутого президента, поэт Исмаэль Серна), после которого распространяются тенденции реализма. Так, на рубеже XIX—XX вв. появились реалистические произведения Максимо Сото Холла (1871—1944) — автора первого в Латинской Америке антиимпериалистического романа «Проблема» (1899).
Сото Холл и другие гватемальские писатели также участвовали в латиноамериканском модернизме, проторенном наследниками французского символизма и парнасизма и возглавляемом никарагуанцем Рубеном Дарио. Среди важных поэтов были Доминго Эстрада и Мария Крус. Разносторонний писатель Энрике Гомес Каррильо (1873—1927) представлял модернизм в прозе. Гомес Каррильо, долгое время живший в Париже, путешествовавший по России и Дальнему Востоку и переводивший книги с японского, стал известен как «король хроник» не в последнюю очередь за свои журналистские работы. Однако в Гватемале его встретили враждебно из-за поддержки диктатора Мануэля Эстрады Кабреры, и позже о нём забыли.

## Двадцатое столетие

### Первая половина XX века
В XX веке литература Гватемалы достигла уровня, сравнимого с литературой других стран Латинской Америки. В целом, гватемальская литература этого периода находится под сильным влиянием политики, и авторы часто были вынуждены покинуть страну во время последовательных диктатур и гражданских войн в Гватемале.

Многие авторы из «Поколения 1910» (также называемого «Generación del Cometa» в честь кометы Галлея), испытавшие влияние модернизма, обратились в 1920—1930‑х годах к национальной общественно-политической проблематике. Прозаик и поэт Рафаэль Аревало Мартинес (1884—1973), считающийся одним из предшественников магического реализма, придавал своим фантастическим романам и памфлетам сатирическую и политическую окраску. Карлос Вильд Оспина (1891—1956) создавал остросоциальные романы с антиимпериалистической направленностью, изображая эксплуатацию индейцев и особенно женщин диктатурой Кабреры, полуфеодальными структурами и корпорацией United Fruit Company. Флавио Эррера (1895—1968) своей поэзией и прозовой «Трилогией тропиков», как и поэт Альберто Веласкес (1891—1968) также выдвинули на первый план трагическое положение коренных жителей. Сборники Ф. Кальдеры Авила (1891—1924) «Гордая лира» (1924), и «Песни Америки» (1926) опубликованы посмертно.
Наиболее важным гватемальским писателем считается яркий представитель магического реализма Мигель Анхель Астуриас (1899—1974; лауреат Нобелевской премии 1967 года). Он находился под влиянием сюрреализма и майянской мифологии (он переводил «Пополь Вух» на испанский язык). В 1920-е годы он входил в группу вокруг журнала «Ренасимьенто» («Renacimiento») вместе с поэтом-сюрреалистом Луисом Кардоса-и-Арагоном (1901—1992) и другими. 
Эти интеллектуалы участвовали в студенческом и общедемократическом движении против диктатур Мануэля Эстрады Кабреры и Хорхе Убико. В 1930-е годы также возникла группа «Тепеус» («Tepeus») регионалистского и индеанистского направления. В 1940-х гг. представители группы «Асенто» («Acento») О. Р. Гонсалес и P. Лейва (1916—1974) выступали в защиту национальных интересов. В жанре эссе выступал Э. Муньос Меанн (1909—1951).
Выход в свет в 1938 году исторического романа «Горчичное зерно» писательницы-самоучки Элизы Холл де Астуриас (1900—1982) стал сенсацией и вызвал ожесточённую полемику, поскольку оппоненты отказывали женщине в авторстве, по большей части из-за сексистских предубеждений, из-за чего она в итоге оставила писательское ремесло. Из её коллег по суфражистской борьбе известность приобрели сонеты Анхелины Акуньи (1905—2006) и стихи Ромелии Аларкон Фольгар (1900—1971), в основном на темы окружающей среды и женских прав.

### Гватемальская революция и её подавление
Гватемальская революция 1944—1954 годов укрепила позиции прогрессивных литературных сил; возникли литературные объединения «Каса де культура», молодёжное объединение «Сакер-ти», журналы «Revista de Guatemala», «Revista Saker-ti» и «Viento Nuevo». Примечательно, что первым демократически избранным президентом страны стал педагог и мыслитель Хуан Хосе Аревало, сам бывший плодовитым автором. Подъём этого периода нашёл отображение в произведениях о борьбе гватемальцев за свободу вроде эпической поэмы «Ода Гватемале» (1953) Р. Лейва.
К этому же времени относится расцвет творчества М. А. Астуриаса как крупнейшего гватемальского писателя. Его романы «Сеньор Президент» (1946), «Маисовые люди» (Hombres de maíz, 1949), «Сильный ветер» (Viento fuerte, 1950), «Зелёный Папа» (El papa verde, 1954) получили континентальную и общемировую славу ещё и за вклад в борьбу гватемальского и других народов Латинской Америки против диктатур и засилья иностранных монополий.
На свержение демократически избранного президента Хакобо Арбенса в 1954 году Астуриас ответил сборником рассказов «Уикэнд в Гватемале» (1956) и романом «Глаза погребённых» (1960, Los ojos de los enterrados), в котором он сделал попытку художественного осмысления освободительной борьбы сквозь призму фольклорно-мифологического сознания. Этой книгой писатель завершил «Банановую трилогию» (включающую предыдущие романы «Сильный ветер» и «Зелёный Папа»), описывающую эксплуатацию стран Центральной Америки всемогущими банановыми компаниями. 
Л. Кардоса-и-Арагон в это же время опубликовал книги очерков «Гватемала: линии её руки» и «Гватемальская революция» (обе — 1955). После переворота 1954 года они, как и большинство других национальных писателей, оказались в изгнании, продолжая борьбу против политического и экономического угнетения в их стране. В их число, например, входили проявившие себя как публицисты и активисты поэт Карлос Ильескас (1918–1998), поэт-коммунист Отто-Рауль Гонсалес (1921–2007) и бывший при Аревало вице-президентом прозаик Марио Монтефорте Толедо (1911–2003), который был поклонником культуры майя и написал ряд своих работ с точки зрения коренных народов. 
Причём если старшее поколение оппозиционных интеллектуалов преимущественно оказывалось в политической эмиграции в Мексике, то то следующее «поколение ответственности» (Generación comprometida) часто отправлялось в Сальвадор, где и сформировалось это направление.

### Гражданская война
Такие поэты часто непосредственно участвовали в революционных движениях, как Роберто Обрегон Моралес (1940—1970; сборники «Стихи из глины», русский перевод 1967, «Кодексы», 1968), Марко Антонио «Эль Боло» Флорес (1937—2013) и Отто Рене Кастильо (1936—1967), заживо сожжённый правительственными силами. В своих произведениях, включая сборники стихов «Тронемся, Родина, в путь» (1965) и посмертно изданное «Сообщение о несправедливости» (Informe de una Injusticia), О. Р. Кастильо использует простые контрасты, чтобы поэтически передать социальную напряженность. Эскадронами смерти был убит и поэт, писатель-публицист, автор марксистских литературоведческих работ Уберто Альварадо Арельяно (1927—1974).
Трагически сложилась и судьба поэтессы Алаиде Флоппы (1914—1980?), основательницы первого в стране феминистического издания: потеряв сына и мужа, она сама была похищена и, по-видимому, убита в атмосфере правительственного террора и гражданской войны. Посмертно вышла основанная на мифологии майя книга расстрелянного писателя из народа какчикель Луиса де Лиона (1939—1984) «Время начинается в Шибальбе» (1985).
В 1970‑х годах выдвинулась литературная группа «Нуэво сигно» («Nuevo Signo»), объединившая прогрессивных гватемальских поэтов X. Ф. Агилеру, Л. А. Аранго, Ф. Моралеса Сантоса, Делию Киньонес и издававшая журнал «Гран флаута» («La Gran Fláuta»). В 1978 году Макс Араужо основал группу RIN 78, в которую, среди прочего, входили литературоведы Франсиско Альбисурес Пальма (1938–2016) и Данте Лиано (*1948).
Публикация в 1973 году «Стихов эротической левой» феминистки Аны Марии Родас (*1937) вызвала скандал, но сама поэтесса в XXI веке даже возглавляла министерство культуры. Иначе сложилась судьба также прославившейся своей поэзией Исабель де лос Анхелес Руано (*1945): она начала страдать психическими расстройствами и идентифицировать себя как мужчину, а также стала уличной торговкой.
Признание получили поэзия представительницы теологии освобождения Хулии Эскивель (1930—2019), проза X. М. Лопеса Вальдисона (1929—1975), драматургия Карлоса Солорсано (1919—2011) и Мануэля Галича (1913—1984), известного также научно-популярной книгой «Наши прародители» (переведена на русском языке под названием «История доколумбовых цивилизаций»).

### Конец войны и современный этап
Под конец гражданской войны в 1980-1990-х в центре внимания оказались проблемы, тесно связанные с политической ситуацией, коррупцией, бандитизмом и нарушениями прав человека. Писатель Марио Роберто Моралес (1947–2021), воевавший в партизанском движении и депортированный в Коста-Рику, призвал к отходу от идиллии магического реализма в стиле Астуриаса и к так называемой «демакондизации» (desmacondización). Его романы сочетают в себе автобиографические элементы с экспериментальными подходами (Обрахе, Obraje, 1971). В книге «Идеология и лирика вооружённой борьбы» (La ideología y la lírica de la lucha armada, 1994) он рисует картину литературы Гватемалы за десятилетия боевых действий. Франц Галич (1951–2007), эмигрировавший в Никарагуа, в 1995 году написал свой первый роман о землетрясении 1976 года и его социальных последствиях.
После мирного соглашения 1996 года, положившего конец продолжавшейся более 30 лет гражданской войне, представители постконфликтного поколения Хавьер Пайерас (*1974) и Симон Педроса под влиянием наследия дадаизма и битников основали Casa Bizarra как экспериментальное пространство для писателей, музыкантов и других деятелей гватемальского авангарда, которое вскоре столкнулось с конфликтами с полицией. 
Самым известным в мире автобиографическим произведением гватемальских авторов стала книга «Меня зовут Ригоберта Менчу. Как родилась моя совесть» (исп. Me llamo Rigoberta Menchú y así me nació la conciencia, на иностранные языки переводилась как «Я, Ригоберта Менчу», 1982/1983), составленная Элисабет Бургос на основании интервью правозащитницы и активистки из народа киче Ригоберты Менчу, награждённой затем Нобелевской премией мира 1992 года.
Помимо нобелевских лауреатов Астуриаса и Менчу, международное признание из гватемальских авторов получил родившийся в Гондурасе и проживший большую часть жизни в эмиграции автор рассказов и минималистичной прозы (minificción — его microrrelatos иногда могут состоять из одного вложенного предложения) Аугусто Монтерросо (1921—2003), когда в 2000 году ему вручили Премию принцессы Астурийской. Как и Монтерросо, под влиянием Хорхе Луиса Борхеса формировался новеллист и романист Родриго Рей Роса (*1958).

Бестселлером стала книга Маргариты Карреры (1929–2018), ранее ставшей известной благодаря своим стихам и эссе, «En la mirilla del jaguar: Biografía Novada de Monseñor Gerardi» (2001) об убитом католическом епископе Хуане Хосе Херарди Конедере. В центре внимания гватемальско-американского писателя Эдуардо Халфона (*1971) находятся печальные семейные тайны и сохранение еврейской идентичности в диаспоре. Артуро Ариас (*1950), живущий в США и преподающий там центральноамериканскую литературу, в своих романах и эссе затрагивает такие современные проблемы, как последствия диктатуры и беженство, а в своих научных публикациях — устные традиции майя, сапотеков и других коренных народов. 
На многих языках издан отказавшийся от национальной литературной премии имени Астуриаса майянский поэт Умберто Акабаль (1952—2019), который изначально писал свои стихи на родном языке киче, а дальше самостоятельно переводил на испанский.

### Периодизация
Гватемальскую литературу XX века обычно делят по поколениям или десятилетиям:
- Поколение 1910 («Комета»)
- Поколение 1920
- Поколение 1930 («Тепеус»)
- Поколение 1940 («Асенто»).
- Группа «Сакер-ти» (1944—1954)
- «Поколение ответственности» (после 1954)